# Тейлор, Верн
Верн Тейлор (англ. Vern Taylor, род. XX век) — канадский фигурист, выступавший в одиночном катании. Двукратный серебряный призёр чемпионатов Канады (1978—1979), бронзовый призёр чемпионата Канады 1977 года, а также участник чемпионатов мира. 
Тейлор является первым в истории фигуристом, которому удалось исполнить тройной аксель в рамках официальных соревнований.

## Спортивные достижения
| Международные                             | Международные | Международные | Международные | Международные | Международные | Международные | Международные |
| Соревнование / Сезон                      | 72-73         | 73–74         | 74–75         | 75–76         | 76–77         | 77–78         | 78–79         |
| ----------------------------------------- | ------------- | ------------- | ------------- | ------------- | ------------- | ------------- | ------------- |
| Чемпионаты мира                           |               |               |               |               |               | 12            | 15            |
| Этапы Гран-при. Skate Canada              |               |               |               |               | 8             | 8             | 4             |
| Prague Skate                              |               |               |               |               |               |               | 2             |
| Национальные                              |               |               |               |               |               |               |               |
| Чемпионаты Канады                         | 1 N           |               |               | 1 J           | 3             | 2             | 2             |
| N = уровень новичков; J = уровень юниоров |               |               |               |               |               |               |               |